# Unguja
Unguja ist die Hauptinsel des Sansibar-Archipels, eines tansanischen Inselgebiets, das vor der ostafrikanischen Festlandsküste von Tansania liegt und zum Teilstaat Sansibar gehört. Die Hauptstadt der Insel heißt ebenfalls Sansibar und Unguja wird bzw. wurde vormals für sich ebenfalls Sansibar genannt.

## Geographie
Unguja ist etwa 83 km lang und bis zu 37 km breit. Vor der Westküste befinden sich zahlreiche kleinere Nebeninseln, von denen Tumbatu die größte ist. Vom Festland ist Unguja durch den rund 30 bis 40 km breiten Zanzibar Channel getrennt.
Bei der Volkszählung 2012 lebten 896.721 Einwohner auf Unguja. Sansibar, Hauptort der Insel sowie Hauptstadt des tansanischen Teilstaates Sansibar, liegt an der Westküste von Unguja. Zu den weiteren Orten zählen Bububu, Chwaka, Koani, Makunduchi, Mkokotoni und Nungwi.

## Verkehr
Der internationale Flughafen von Sansibar Kisauni Airport liegt ebenfalls im Westen von Unguja.

## Verwaltung
Auf der Insel Unguja (mit Nebeninseln) befinden sich drei der insgesamt 31 Verwaltungsregionen Tansanias:
- Unguja Kaskazini (Sansibar-Nord)
- Unguja Kusini (Sansibar-Zentral/Süd)
- Unguja Mjini Magharibi (Sansibar-Stadt/West)